# Bryonia alba
Espèce
Bryonia alba (la bryone blanche, ou bryone noire en référence à la couleur du fruit) est une espèce de plantes à fleurs de la famille des Cucurbitaceae, originaire d'Europe et d'Asie centrale. C'est une plante herbacée grimpante, toxique dans toutes ses parties.

## Distribution
L'aire de répartition d'origine de la bryone blanche comprend l'Europe centrale (Pologne, Allemagne, Autriche), orientale (Russie, Ukraine, Moldavie, Roumanie, etc.) et méridionale (Italie, Albanie, Grèce, Serbie, etc.), ainsi que la Turquie, la région du Caucase (Arménie, Azerbaïdjan, Géorgie) et l'Asie centrale (Kazakhstan, Kirghizistan, Turkménistan).
L'espèce s'est naturalisée dans d'autres pays d'Europe, notamment France, Danemark, Suède, pays baltes, Biélorussie, ainsi que, depuis les années 1970, aux États-Unis, où elle a été classée comme mauvaise herbe (noxious weed) dans trois États : Washington, Idaho et Montana.

## Description

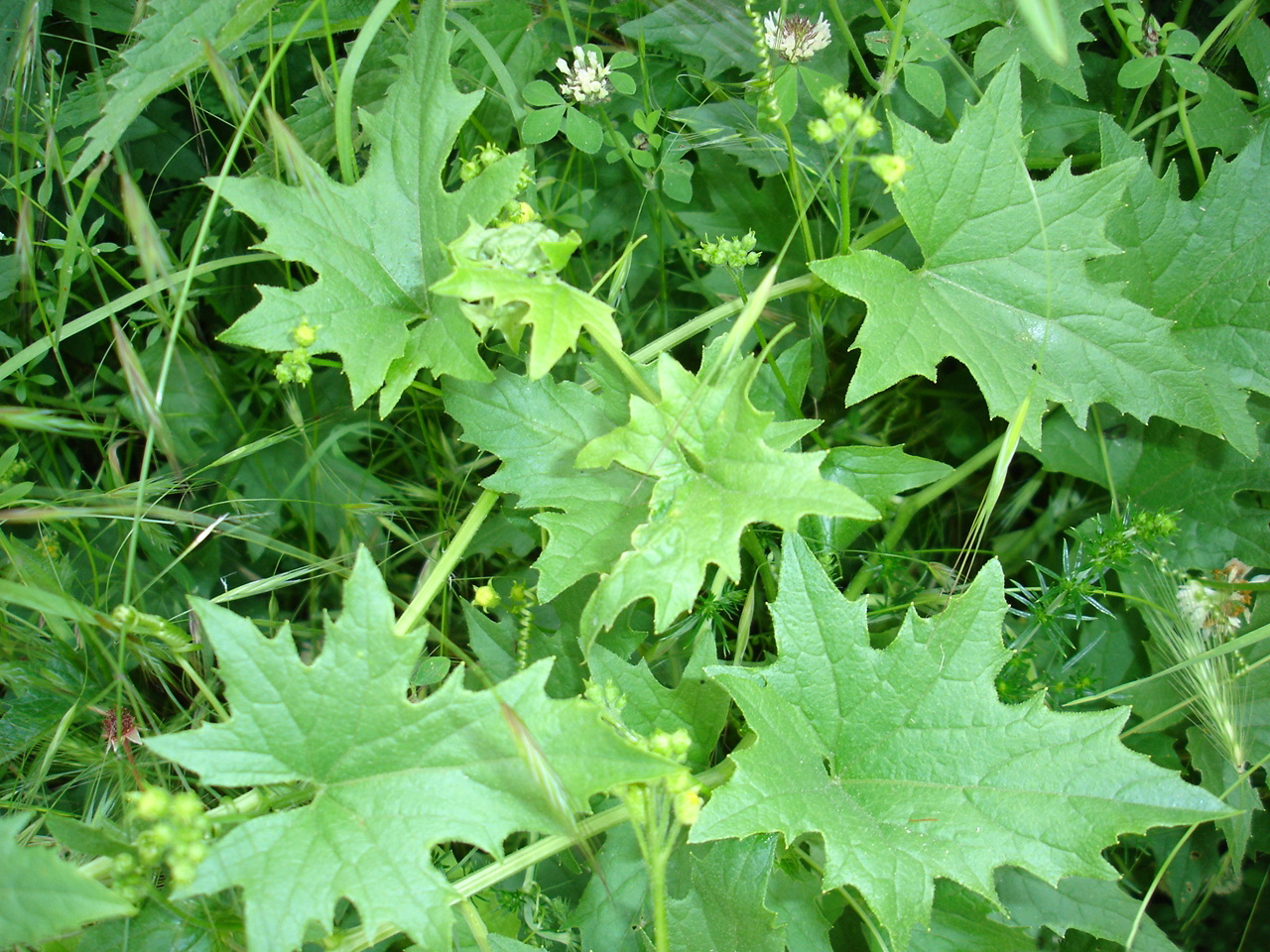
Feuilles.

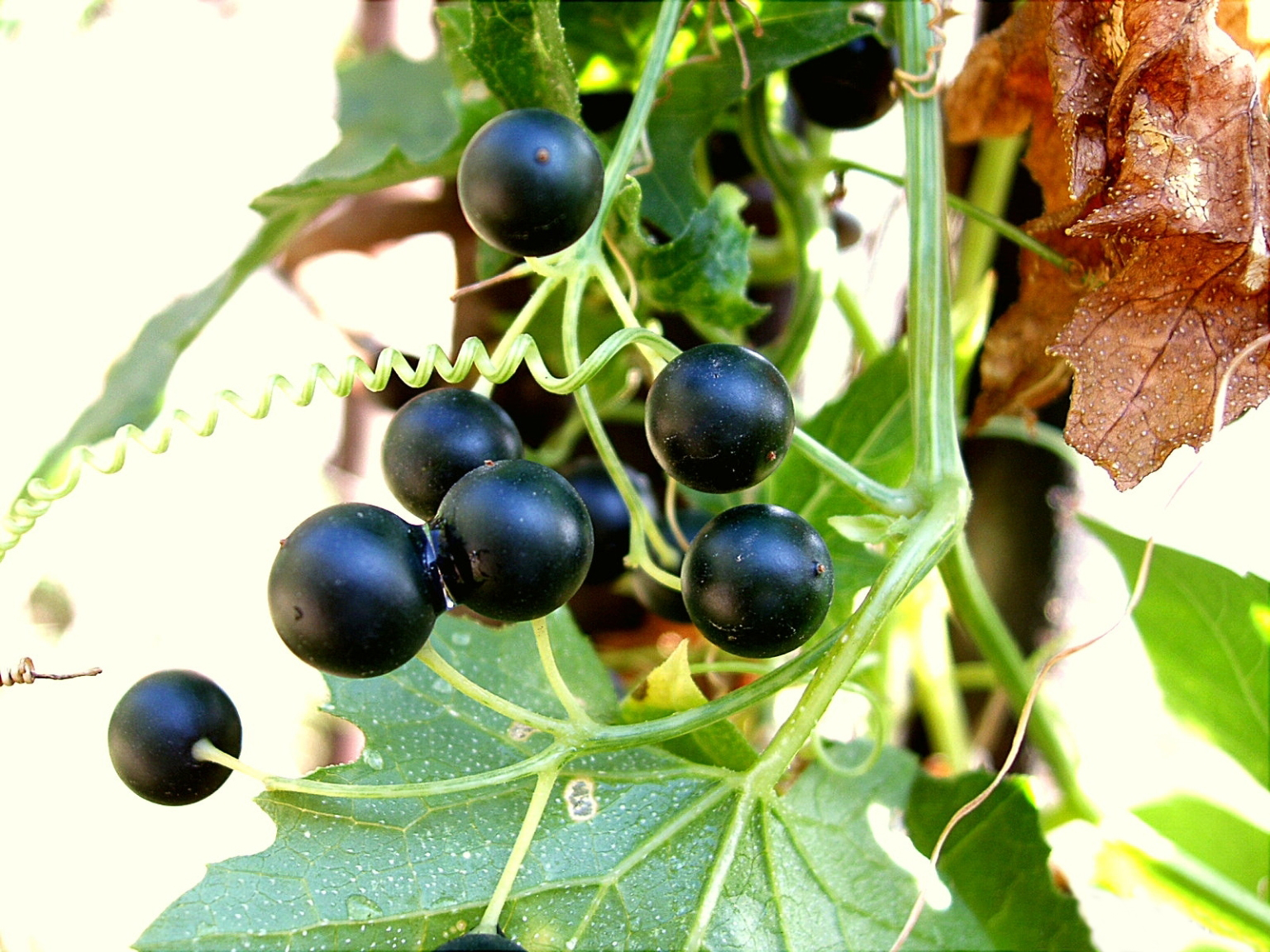
Fruits.

Bryonia alba est une plante grimpante ou rampante en l'absence de support, dont les tiges peuvent atteindre de 2 à 4 mètres, dotées de vrilles.
Elle est vivace grâce à sa racine tubérisée qui forme une souche très épaisse, qui émet les bourgeons donnant naissance aux tiges annuelles.
Les feuilles, alternes, sont entières ou palmatilobées[réf. souhaitée].
Les fleurs, de couleur blanc-jaunâtre, sont unisexuées (mâles ou femelles), mais portées par le même pied (espèce monoïque). Elles sont groupées en petites panicules.
Les fruits sont des baies noires, globuleuses.

## Écologie
Les oiseaux sont le moyen de dispersion le plus courant de cette plante (zoochorie).
Ils déposent des graines là où ils mangent ou nichent, et ainsi contribuent à répandre la bryone blanche dans les lieux plantés de buissons, en particulier d'aubépines.
Les feuilles de Bryonia alba peuvent attirer les larves de divers lépidoptères, dont la noctuelle du chou (Mamestra brassicae).

## Toxicité
Bryonia alba contient dans toutes ses parties, en particulier dans la racine, de la bryonine, substance émétique toxique qui peut rendre malade ou provoquer la mort.
Le bétail peut aussi être empoisonné s'il consomme les feuilles ou les fruits.
Quarante baies constituent une dose létale pour l'être humain,.

## Utilisation
Selon Plants for a Future (PFAF), la racine aurait des propriétés cathartiques, hydrogogues, irritantes, pectorales et purgatives.
L'utilisation de racines fraîches ou séchées nécessite des précautions étant donné sa toxicité.